# 深圳富士康員工墜樓事件
深圳富士康員工跳楼事件是指主要发生于2010年中國大陆廣東深圳市的台资企业鸿海科技集团旗下的子公司富智康集團生產基地及生活園區內的一系列跳楼死亡或重伤事件。當地員工有40萬，跳楼者都是當地的僱員，大多数死者的自殺動機或死亡原因未知，此事件引起社會的廣泛關注。

## 跳楼人员列表
2010年前，深圳富士康亦发生过数起员工跳楼事件，如2009年7月的富士康观澜分厂发生的孙丹勇跳楼事件。但2010年上半年连串的跳楼真正引起了社会与网络上的普遍关注。2010年6月后，中國大陆封锁富士康员工跳楼消息而没有后续报道，但于8月和11月依然传出两起跳楼事件。
以下是2010年被主流媒体报道的跳楼人员列表：
| 序號 | 日期                       | 姓名   | 背景 | 地點                                              | 行为                                      | 原因       | 生还情况 |
| ---- | -------------------------- | ------ | --- | ------------------------------------------------- | ----------------------------------------- | ---------- | -------- |
| 01   | 2010年1月23日凌晨4時許     | 馬向前 | 19歲員工 | 富士康華南培訓處宿舍                              | 跳楼                                      | 自杀       | 身亡     |
| 02   | 2010年3月11日晚上9時30分   | 李某   | 富士康龍華園區一名20多歲男工人，被人偷走了過年时工作所得的加班費。                                                                     | 生活區C2宿舍樓5樓                                 | 跳楼                                      | 自殺       | 身亡     |
| 03   | 2010年3月17日上午8時       | 田玉   | 富士康龍華園區一名女员工。工作一個多月領不到工資，問了公司各單位整天無果，身無分文走14公里回宿舍，因手機也壞掉無法聯繫家人，求助無門。 | 从宿舍3樓跌落1樓                                  | 跳楼                                      | 自殺       | 受傷     |
| 04   | 2010年3月29日凌晨3時       | 未知   | 富士康龍華園區一名從湘潭大學畢業的23歲湖南籍男工人                                                                                     | 在宿舍樓跳下J1樓一樓過道                          | 跳楼                                      | 未知       | 身亡     |
| 05   | 2010年4月6日下午3時許      | 饒淑琴 | 富士康觀瀾工廠C8棟宿舍一名18歲江西籍女工人，曾经和伴侣发生争执。                                                                       | 宿舍樓7樓                                         | 跳楼                                      | 似乎是自殺 | 受傷     |
| 06   | 2010年4月7日下午5時30分許  | 寧某   | 富士康觀瀾工廠一名18歲雲南籍工人 | 廠外宿舍樓                                        | 跳楼                                      | 未知       | 身亡     |
| 07   | 2010年5月6日               | 盧新   | 富士康龍華園區2009新幹班24歲男工程師                                                                                                   | VIP招待所六樓陽台縱身跳下                         | 跳楼                                      | 似乎是自殺 | 身亡     |
| 08   | 2010年5月11日晚上7時許     | 祝晨明 | 24歲河南籍女工人 | 深圳寶安區龍華街道水鬥富豪新村11巷16號8樓樓頂跳下 | 跳楼                                      | 似乎是自殺 | 身亡     |
| 09   | 2010年5月14日晚10時50分許  | 梁超   | 21歲安徽岳西籍男工人 | 深圳富士康龍華廠區北大門附近的福華宿舍樓7樓樓頂   | 跳楼，但是在他身上有4處刀傷，樓頂發現血跡 | 未知       | 身亡     |
| 10   | 2010年5月21日清晨          | 南剛   | 21歲男工人 | 樓頂                                              | 跳楼                                      | 未知       | 身亡     |
| 11   | 2010年5月25日凌晨          | 李海   | 富士康觀瀾園區華南培訓中心29歲男工人                                                                                                   | 未知                                              | 墜樓                                      | 未知       | 身亡     |
| 12   | 2010年5月26日23时22分許    | 贺某   | 甘肅省男性，未婚23歲，2009年6月入職 | 深圳富士康龍華園區D2宿舍樓管門口發現              | 跳樓                                      | 自杀       | 身亡     |
| 13   | 2010年8月4日凌晨約3時      | 劉某   | 22歲江蘇徐州籍女工人，單身，2010年3月22日开始工作，主要從事塑膠墊片包裝工作。有怀疑因为感情因素而自杀。                                | 富士康江蘇昆山吳淞江廠區宿舍                      | 墜樓身亡                                  | 自殺       | 身亡     |
| 14   | 2010年11月5日凌晨約1時20分 | 賀某   | 22歲湖南籍男工人，進入富士康僅8個月。因未獲公司加薪，加上近日被調往其他部門工作不適應，心生不滿。                                      | 觀瀾廠C區宿舍                                     | 墜樓身亡                                  | 自殺       | 身亡     |

### 类似悲劇事件

#### 2010年前
1. 2007年6月18日，一名侯姓女工在厕所上吊自杀。
2. 2007年9月1日，21岁的刘兵辞工两小时后突然死亡。
3. 2008年3月16日，富士康烟台工业园28岁员工李某猝死在出租屋内。
4. 2009年7月15日，25岁员工孙丹勇在富士康深圳观澜分厂跳楼自杀。[11][1]
5. 2009年8月20日，23岁员工郑鑫崧在游泳池溺水身亡。
6. 2010年5月27日凌晨，富士康龙华厂区一位入职两个多月的男员工跳楼自杀未遂，回到宿舍后割脉自杀，送医院后并无生命危险。[12]
7. 2010年11月5日，新华社广东频道又报导了一起富士康员工跳楼事件。[13]

#### 其他
2010年5月27日凌晨，富士康觀瀾廠區一名為颜利的工程師猝死家中， 家屬表示曾经颜利在5月24日的早上7時多到隔天下午5時多连续工作34小时，屬於過勞死，並向富士康索賠25萬。
2010年11月5日，新華社广东频道報導，当天早晨，富士康科技集團深圳廠區有1名員工跳樓，經搶救無效死亡。對於今天跳樓身亡員工的性別、年齡、姓名、職稱等細節，新華社報導中均未提及。之后新华社广东频道、凤凰网和部分大陆媒体的相关新闻均被删除。
路透社報導，2011年深圳廠區26歲工人張挺正（音譯）在修理外牆的聚光燈時，遭到電击，自4公尺高處墜落受傷。 
綜合中國大陸媒體報導，2012年9月12日上午8時30分左右，位於深圳的富士康觀瀾廠區鴻翔宿舍，1名22歲的富士康男性員工自9樓墜樓，當場身亡。富士康和轄區警方已介入調查，釐清死因。
2012年6月5日下午2時左右，位於郑州航空港区的富士康E07工作区，富士康男性員工徐宋超遭到线组长欺凌，忍受不堪墜樓，當場身亡。曾有媒体拍照采访，之后当地媒体的相关新闻均被删除。
2013年5月11日，重庆富士康富康新城员工宿舍一男性员工从十三楼跳下，当场死亡。
2014年1月11日，郑州航空港区天成公寓5栋401室发生一起跳楼事件，成为2014年第一起跳楼事件。
2014年9月30日，在深圳富士康打工多年的打工诗人许立志跳楼自杀。
2016年8月18日上周四早上，一名31岁的男性工人在结束iPhone装配线的夜班工作之后，爬上富士康位于河南郑州的L03厂房顶楼，跳楼自杀。
2018年1月6日，郑州31岁的派遣工人跳楼自杀。他的视频在网络流传。

## 反应

### 富士康
5月10日晚，富士康请来3位五台山佛教高僧到厂区做法事，以超度死者。此举引发社会争议。
5月26日，鸿海集团创办人郭台銘親往了解及致歉。並提醒大家注意「維特效應」，由於媒體每天報導跳樓事件，恐怕會影響剛出社會的年輕人。郭台銘盼媒體在親自到場了解後再報導。当晚11时左右第12宗员工跳楼事件发生后百度貼吧“富士康”吧關閉。
5月26日第12跳发生后，5月27日郭台銘乘专机赶回深圳，带来彰化基督教醫院的兩位牧師兼醫師郭守仁院長、精神科主任醫師黃以文教授，當天下午在龍華園區向3000多名中高層主管傳福音，邀請在場的基督徒員工為压力极大的郭台銘禱告，郭台銘感動地哭了。彰基醫療團隊将入駐廠區为員工輔導。馬偕醫院及台安醫院也受邀到深圳协助。郭台铭在深圳就“富士康员工自杀事件”致歉，同时希望媒体多正面报道。随后从6月初开始至今，大陆当局对富士康员工跳楼事件实施了媒体封锁。
富士康公司曾一度要求全體員工簽署“不自殺同意書”，目的讓員工明白富士康的立場，免除「自殺賠多少？」、「一跳保全家」的傳聞。但後來撤回。
另富士康更有实行獎賞舉報者、開放兩岸四地200傳媒入園區參觀生產車間宿舍、在園區加設150萬平方米「空中愛心網」、派驻70名心理醫生等行动。
6月2日富士康的母公司台灣鴻海集團表示，富士康員工工資中的現金部分會立即提升30%，超過上月末該公司表示的20%。一般生產線上員工，月薪將超過1000元人民幣，上看1300的薪水，平均一人一年最少多4800元人民幣但有人指出，佛山目前最低工資是920元。而深圳市市人大代表建議深圳的最低工資標準應該定在每月1448元到1963元之間。按照上述說法，富士康此次調薪「未能符合標準」。
6月8日，董事長郭台銘於股東會上公布自殺未遂員工遺書，表示鴻海為避免金錢誘導自殺，取消死亡撫卹金。同日，富士康透過交易所發出通告，指富士康員工，繼加薪三成後，又計劃若通過三個月考核，月薪由一千二百元，加至二千元人民幣，會研究將額外成本轉嫁予客戶，有大型企業主稱讚郭董處置得宜。
由於富士康員工跳樓事件，公司宣布在深圳大幅加薪，並限制加班時限不過3小時。長遠而言，計劃生產機械化代替勞工。而且部分廠房遷離深圳，往外地或返回台灣。

### 中华人民共和国政府调查
2010年6月8日郭台铭在公司年度股东大会上表示，中华人民共和国国务院此前派出一个由200多人组成的国务院调查组对鸿海精密设在深圳龙华的工厂进行了历时10天的调查，目前已经结束，中央政府正在讨论是否公布调查结果。郭台铭称公司已“通过”调查，但未详细说明。

### 支持工人利益团体社會運動
- 抵制iPhone活動：設在香港的「香港大學師生監察無良企業行動」2010年5月25日前往富士康香港辦公室前抗議，要求關注員工權益，並呼籲消費者抵制富士康為蘋果公司生產的iPhone[41]。
- 悼念富士康工人：鴻海集團在大陸的富士康工廠接連發生員工墜樓事件，自主工聯等台灣勞工團體2010年5月27日帶輓聯和鮮花祭品前往鴻海科技集團總部，悼念富士康工人，質疑富士康的企業文化，要求富士康檢討管理制度。[42]
- 社運包圍computex台北國際電腦展：自主工聯、洋華光電工會等二十幾個台灣社運團體於2010年6月1日（星期二）上午9時50分在台北世貿南港館的台北國際電腦大展開幕前，向全球血汗科技大廠宣戰。先公布血汗科技大廠賺錢真相，要求遵守勞動、環保法令制定企業及供應商行為準則。現場並表演行動劇通緝首波六大宰殺勞工、環境及農民等弱勢權益的重刑犯，社運團體則本於人道精神，僅判予六大重刑犯終身監禁與褫奪公權（禁止官商勾結）。[43]台北國際電腦展開幕，勞工團體卻選擇在外國廠商眾多的南港展覽館前抗議，勞團公開指控富士康、蘋果、洋華、友達等六大科技大廠剝削員工，總統馬英九到場時，勞工團體還衝向前要向總統陳情，但被維安人員擋下，現場一度爆發推擠衝突。[44]抗議人士高舉標語，要求終結血汗工廠，並不斷高喊反蘋果產品的口號。警方在一旁圍堵。[45][46]
- 基督徒為富士康禱告活動：憂心富士康跳樓事件會繼續引發連鎖效應，富士康的基督徒員工在網路留言，希望基督徒為他們禱告。為回應此一留言，基督教界在國度禱告網，發起為「與中國家人一起站立」的禱告活動，為富士康和更多中國的公司禱告。[47]

### 蘋果
蘋果在聲明上表示對事件感到難過，並已立即與富士康高層會談，同時展開一個對富士康應對員工自殺處理方法的獨立調查，另外亦提供補貼予富士康員工。蘋果於其後的供應商責任報告書中也提出了多項保障員工的措施。

## 各界观点

### 网络評論
媒体指惡劣的工作環境、机械式的生產線单调作业、低工資等是跳樓是成因之一，
也有指富士康撫恤金豐厚，跳一次樓好過打十年工，可獲10萬至25萬人民幣，其中孫丹勇甚至獲得36萬人民幣，每年再獲3萬人民幣，工人們流傳著「一跳保全家」，「要死，就死在富士康」。有人提出把自殺撫卹金調低就可以減少自殺率。
也有舆论称世界衞生組織統計顯示，全球每年每10萬人當中約有16人自殺，但富士康多達45萬員工中竟然只有12人自殺，反映富士康自殺率確實不高。
有網友自發組織網友調查團，調查富士康，並發佈“富士康网友观察团”第一阶段观察报告，提出富士康九大問題點。
1. 富士康工会形同虚设。
2. 富士康保安部没有执证上岗。
3. 富士康违反劳动法，存在超时加班现象。
4. 富士康与新进员工签订霸王条款。
5. 富士康公司没有建立系统有效的沟通。
6. 富士康管理人员管理方法粗暴。
7. 富士康等级森严，管理上对底层员工人格上存在歧视现象。
8. 富士康法定工作时间工资偏低，与世界五百强的高大形象产生反差。
9. 富士康人员流失率居高不下的原因是归属感缺乏。[59]

### 中国大陆
- 《南方周末》发文评论在此次事件上富士康难辞其咎。[60]
- 富士康員工自殺事件在持續升級，在26日晚和27日凌晨再發兩起自殺事件後，中央部委聯合調查組已於2010年5月27日緊急啟程前往深圳調查。[61]
- 《新京报》发文引用学者言论称日本、韩国企业和受日本企业文化影响的台湾企业的等级制度异常森严，强调下级对上级的服从，而这种制度会造成员工的精神焦虑[62]。

### 香港
- 香港首富李嘉誠在5月27日被問到富士康12起墜樓案的看法時表示，辦廠有其辛苦之處，自己曾經營工廠，認為批評別人容易，但實質經營苦況只有經營者才知道。他不會批評郭台銘，反而非常佩服其成就，也會尊重付出努力才得到成功的人。李嘉誠也指出，「不會就管理文化等問題批評別人，這些跳樓事件當然令人不安，但是大家都不知道發生的原因，也不了解為什麼會有這些不幸的事情發生。」[63][64]。他又說，「相信郭台銘先生對事件感到不安樂」。對於郭台銘親身到深圳廠房瞭解事件，李嘉誠也表示感到佩服。[65]

### 台湾
- 2010年5月28日於台灣外資大賣鴻海股票2.3萬張。[66]2010年6月1日台北股市外資賣超鴻海股票兩萬多張，賣超第一名。自上週以來，幾乎天天賣鴻海。[67]2010年6月2日台北股市外資大賣鴻海股票3萬4千多張，賣超第一名。法人表示，鴻海股價深受利空效應干擾，外資賣壓如果無法停止，股價恐有繼續下探的危機。[68]
- 2010年5月28日台灣勞工團體攜帶輓聯赴鴻海總部，悼念富士康工人，要求檢討富士康勞動體制，終結殺人的生產線。輓聯內容為『為富豪財勢　耗盡身心健康終成泡影』『為品牌利潤　復出青春年歲竟成幻夢』『血肉何價』。[69]
- 鴻海客戶的宏碁電腦董事長王振堂，接受媒體訪問時，力挺好朋友郭台銘，明確表示不會考慮撤單。[70]
- 鴻海集團旗下富士康科技公司接連發生員工尋短事件，行政院長吳敦義今天（5月28日）說，鴻海集團總裁郭台銘工作壓力很重，希望大家多鼓勵他，讓他早日撥開雲霧，再讓企業萬里晴空。[71]
- 對於鴻海旗下富士康科技集團連續自殺事件，經濟部長施顏祥今天晚間表示，除了表達關心外，經濟部很難介入，不過他呼籲國人在心理上也能給郭台銘董事長打氣支持。施顏祥說，這幾天知道郭台銘忙著處理公司事務，尚未致電慰問郭台銘，不過他說，「有機會會表達關心」。台灣首富郭台銘在大陸富士康廠區接連爆發跳樓自殺案，經濟部政次林聖忠說，這件事情的確會影響企業形象，不過他也很肯定過去鴻海熱心慈善、維持企業形象的努力。[72]
- 立法院長王金平指出，為避免產生對其他公司傳染效應，台灣政府應伸出援助之手，富士康也應主動提出需要什麼樣的幫助。他說，富士康碰到這樣的問題，難免讓其他公司也忐忑不安，究竟如何處理，相信郭台銘也是盡心盡力處理，大家都應體諒。在政府方面，應加以了解關心，伸出援助之手，幫忙處理此事，盼不致再產生其他傳染效應。[73]
- 民進黨立委高志鵬、黃偉哲表示，要小心中國大陸炒作相關新聞，傷害台商形象的問題。[74]
- 民進黨中央政策會執行長柯建銘就此事指出，產創讓全球五百大企業在台設營運總部的營所稅稅率降至十五％，符合條件的僅鴻海等六大財團，他們都捐給馬英九大筆政治獻金，馬為投桃報李，才想藉產創條例讓他們可年減百億元稅金。[75]
- 自由時報的幾篇社論表示，富士康對中國經濟發展及就業狀況貢獻很大，卻不給台灣就業機會，管理雖嚴，但給中國勞工的薪資及福利優於同業，對中國勞工來說比富士康更像血汗工廠的中國工廠多得很，而且富士康與中共高官關係良好；但比較中共對比亚迪等中國企業的扶植與保護、對富士康的批評不太像真的要保護勞工及人權。連富士康這種企業都會被中共整，可以看出台商西進及親中政策的風險比統派宣傳的還大很多。[76]
- 百餘位社會科學學者連署呼籲，富士康造成勞資問題，政府不應袒護，勞退基金投資相關股票應出脫，對其所謂「鮭魚返鄉」返台經營不可享優惠；ECFA也應納入兩岸勞資問題。[77][78]

- 超過150位台灣學者於2010年6月13日開記者會，連署要求「終結血汗工廠，捍衛勞動人權」。他們指富士康是台灣之恥，應該被終結。並點名立法院長王金平、行政院長吳敦義[79]，要求他們不要再為富士康遮羞。並提出以下幾點訴求:[80]

1. 呼籲鴻海等台商，要終結軍事化管理模式，建立合乎人性的生產線流程。
2. 不要以為加薪就沒事了
3. 如果郭台銘「心裡沒有鬼」，就不要怕、大膽地開放富士康龍華廠，讓他們這些學者組成調查團，徹底調查一番。
4. 不歡迎這些造成社會問題的血汗工廠鮭魚返鄉，他覺得像郭台銘這樣子是台灣之恥。
5. 點名立法院長王金平、行政院長吳敦義，請他們不要再為富士康遮羞。
6. 除了富士康之外，國內本土也有血汗工廠如勝華、洋華，也值得大家關注、監督。
7. 台商在兩岸從事這種類似經濟犯罪的活動，經濟部應該要加強把關。
8. 這一整個產業鏈都出現「壓榨勞動力」的狀況 。
9. 請勞退基金減少鴻海持股。
10. 呼籲中國放寬戶籍制度。

- 民進黨立委黃偉哲、陳亭妃表示，馬政府對財團非常好，政策都是為西進財團規劃，但是對財團回台設廠卻沒有幫助；但是財團卻回頭來罵政府，而且對中國勞工比對台灣勞工好很多。[81]

### 外資
- 富士康員工12跳意外，引發國際媒體報導，也造成富士康三大客戶，蘋果、戴爾和惠普的高度關切，他們正在著手調查跳樓意外。[82]
- 2010年5月27日手機大廠諾基亞和索尼今天特別發布聲明稿表示，將會對代工自家產品的富士康進行工廠況調查。SONY今天在聲明稿則指出，目前將對富士康廠區的工作環境進行評估，諾基亞也說，富士康的問題相當嚴重，公司內部也以嚴肅的心態來看待整起事件。[83]
- 日本消費電子產品龍頭企業索尼表示，公司需要供應商遵守行為守則，為回應最近有關報道，新力會調查富士康的工作環境，作重新評估。富士康亦有為日本電玩公司任天堂組裝動感家庭遊戲機Wii，富士康接連有員工自殺事件，已經損害到任天堂的入屋形象。任天堂已經為外判工序的企業，提供廠房工作環境指引。任天堂亦就近期事件對富士康進行特別調查，看看究竟有沒有違反這些指引內容。[84]
- 美國銀行與美林公司在提供客戶的報告中表示，跳樓事件雖然影響鴻海的形象，但不至於對該公司獲利構成重大衝擊。瑞士銀行（UBS）同意這項觀點，指鴻海仍是「一流供應商」。[85]

## 其他

### 鮭魚回流與強徵民地
2010年6月10日台灣媒體報導，中國大陸工資不斷調漲，中華民國政府希望爭取台商「鮭魚回流」。據了解，經濟部將爭取鴻海集團擴大投資台灣，成為台商回台投資的領頭羊。苗栗縣政府為滿足鴻海集團群創光電需求，在2010年6月8日上午封閉部分聯外道路。6月9日在強勢警力戒備下，出動怪手開挖區域內的稻田，完全不顧農作所有人的權益，楊長鎮表示其行徑簡直與盜匪沒有兩樣，更有人将苗栗縣府比喻为中國城管。2010年6月20日數個民間團體舉辦「雷劈怪手——竹南大埔反暴力徵收記者會」，指控縣長劉政鴻糟蹋五穀、隻手遮天、強搶民地、威脅農民、圖利財團(指鴻海集團)！並有數百學子到場聲援。亦有不少大陆媒体报道，调侃富士康此举是“习惯了在大陆的种种恶行”，把这些在大陆的和性“回流”回了台湾。

## 紀錄片
2014年，紀錄片工作者通過網路找到六位特殊的工人，他們是手機代工廠工人、製衣廠女工、少數民族工人、地下八百公尺深處的礦工，同時也是優秀的詩人。他們的詩是一個個不平凡的平凡故事，集結拍攝成紀錄片《我的詩篇》。
其中，《遠航》的男主角是2014年自深圳龍華大廈17層跳樓自殺的許立志。他是蘋果電腦最大代工廠富士康的流水線工人。他以兵馬俑的陪葬，來比喻農民工在生產線上，陪著資本市場的兀自肥大化而下葬，「只一響鈴功夫，悉數回到秦朝」。許立志跳樓的時間是9月30日下午近兩點。但，他在10月1日零時於微博預設了定時發送的一句話：「新的一天」。許立志等於用他身體的絕望，來對抗整個勞動商品市場對流水線工人的剝削。
2016年，由蕭立峻執導的紀錄片《機器人夢遊症》，以諷刺鴻海董事長郭台銘對於部分員工自殺是因夢遊症導致的說法為影片發想，在台北市勞動金像獎獲得獎金30萬的首獎。